# Pajares de Adaja
Pajares de Adaja település Spanyolországban, Ávila tartományban. Pajares de Adaja Adanero, Sanchidrián, Blascosancho, Villanueva de Gómez, El Bohodón, Tiñosillos, Gutierre-Muñoz és San Pascual községekkel határos. Lakosainak száma 127 fő (2024).

## Népesség
A település népessége az utóbbi években az alábbiak szerint változott:
| Lakosok száma | 195  | 183  | 176  | 194  | 207  | 182  | 186  | 149  | 137  | 127  |
|               | 2001 | 2004 | 2006 | 2009 | 2011 | 2014 | 2016 | 2019 | 2021 | 2024 |